# المسرح اليديشي

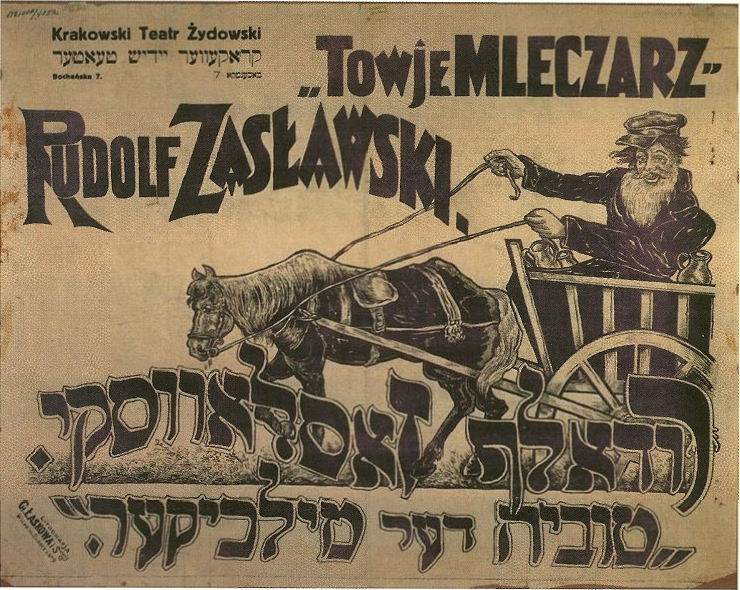

يتكون المسرح اليديشي من مسرحيات يتمّ تأليفها وتمثيلها  بالأخص من قبل اليهود (اليهود) باللغة اليديشية (اليديشية), وهي لغة الجالية اليهودية الاشكنازية في أوروبا الوسطى. يشمل المسرح اليديشي عدة أنواع: أوبريت (أوبريت), مسرحية غنائية كوميدية، وعروض منوعة ساخرة أو نوستالجية؛ ميلودراما؛ دراما  طبيعية؛ مسرحيات تعبيرية وعصرية. في ذروة المسرح اليديشي، كان نطاقه الجغرافي واسعًا: من أواخر القرن التاسع عشر وحتى ما قبل الحرب العالمية الثانية، وجِد المسرح اليديشي الاحترافي في أنحاء المناطق المليئة باليهود في شرقي أوروبا وشرقي أوروبا الوسطى، لكن أيضًا في برلين، لندن، باريس، بوينس آيرس ومدينة نيويورك.
أصول المسرح اليديشي تشمل المسرحيات الساخرة التي يتمّ تمثيلها على نحو تقليدي خلال العطلة الدينية لعيد البوريم (عيد الفور) (ما يعرف ببوريم شبيل)؛ حفلات تنكرية أخرى مثل رقصة الموت؛ غناء المرتّلين في الكنائس؛ أغاني يهودية علمانية وارتجال دراماتيكي؛ التعرض لممارسات مسرحية من دول أوروبية متعددة، والثقافة الأدبية اليهودية التي نشأت في أعقاب حركة التنوير اليهودية (هاسكالا)(هاسكالا).
أشار يسرائيل بركوفيتش بأنه من خلال المسرح اليديشي «انضمت الثقافة اليهودية إلى الحوار مع العالم الخارجي،» وذلك عن طريق إظهار نفسها وأيضًا عن طريق استيراد مقاطع مسرحية من ثقافات أخرى.
يمكن العثور على مواضيع مثل الهجرة، الاستيعاب والفقر في العديد من الانتاجات المسرحية اليديشية.  
 

## السنوات المبكرة (ما قبل 1876)
عادةً ما يعود تاريخ المسرح اليديشي الاحترافي إلى سنة 1876, على الرغم من وجود بعض الدلائل المتفرقة عن محاولات سابقة.
بالإضافة إلى حوالي 19 فرقة مسرحية هاوية باللغة اليديشية في وارسو وحولها في عام 1830, ظهرت أيضًا وفقًا لأحد المصادر المعاصرة، شركة مسرح احترافية قامت بتمثيل  الدراما موزيس (موسى) ذات الخمس فصول مسرحية عام 1838 أمام جمهور متفتح من اليهود وغير اليهود والتي قام بتأليفها أ. شرتسبيرر من فيينا مع «شخصيات مميزة وأوضاع ولغة دراماتيكية جيدة.» يشير نفس المصدر إلى انه من ضمن كفلاء هذا المسرح كان هناك عدد من الضباط العسكريين الروس، بما فيهم أحد الجنرالات الذي اعتبر «المدافع» عنه- وهذا يدلّ على المصاعب التي كانت تواجه المسرح اليديشي.
في تلك الفترة كانت هناك دلالات حول فرقة مسرحية متجولة باللغة اليديشية في غاليسيا، جيث انها منظمة على غرار فرقة مسرحية إنجليزية أو ايطالية. في عام 1854, قام طالبين حاخاميين (حاخام)
```
من جيتومير (
جيتومير
) بتمثيل مسرحية في بيردوشيف (
بيردوشيف
). وبعد فترة قصيرة من الزمن حضر اليهودي الأوكراني أبرهام غولدفادن، الذي يعتبر بشكل عام مؤسس الفرقة المسرحية اليديشية الاحترافية الأولى، حضر نفس المدرسة الحاخامية وهناك قام بتمثيل دور امرأة في مسرحية سيركيلي (عام 1862) من تأليف سولومون إتّنجر. وبعدها بوقت قصير (عام 1869 وفقًا لأحد المصادر), ألّف غولدفادن حوار مسرحي بعنوان تسفي شخينيز (جيران اثنين), والذي على ما يبدو كان معدّا للمسرح وقد تمّ نشره بنجاح معتدل.
```

المسرح اليديشي قصير الأمد في أوديسا (أوديسا) عام 1864 قام بتأدية مسرحيتي الدراما أستر وأثاليا. مسرحية ديكتوتش للأديب المسرحي أبراهام بار جوتلوبر، مثل مسرحية سيركيلي للأديب المسرحي إتّنجر، تمّ تأليفها بين عامي 1830 و1840, لكن تمّ نشرها في وقت لاحق؛ ألّف الأديب المسرحي يسرائيل أكسنفيلد (توفى عام 1868) عدة مسرحيات دراماتيكية باللغة اليديشية، والتي لم يتمّ تمثيلها على المسرح في فترته.  جويل بار فالكوفيتش كان أيضًا أحد الأدباء المسرحيين الأوائل باللغة اليديشية (ريب خايملي دير كوزن، أوديسا، 1866؛ روتشل داي سنجرين، جيتومير، 1868). مسرحية داي تاكسي للأديب سولومون جايكوب أبراموفيتش (1869) كانت بصيغة الدراما، لكنها مثل مسرحية ميكرات يوسف للأديب إليكايم زونسر (فيلنيوس، 1893), لم تكن معدّة للمسرح.
ألّف هيرش ليب سايتير (1829-1930) مسرحيات ساخرة للبوريم بشكل سنوي وقام بتشغيل غلمان للتمثيل بها. على الرغم من اعتراض الحاخامات لهذه المسرحيات في أحيان كثيرة إلا أنها كانت شائعة وتمّ تمثيلها ليس فقط في عيد البوريم بل لأكثر من اسبوع من بعده في عدة أماكن.
أحد التيارات الأخرى التي أدت على حد سواء إلى مسرح يديشي احترافي كان عادة تشبه التروبادور (تروبادور) أو المينيسانجر، وعلى ما يبدو كانت ناتجة عن الموسيقى المرافقة لأعراس اليهود، والتي غالبًا ما تشمل مغنيين الذين كانوا أيضًا بمثابة مرتّلين في الكنائس. أول سجلات لأول برودرسانجر أو مغنيي برودي كانت ملاحظات اليهود الذين مرّوا من برودي، التي كانت تقع على طريق  سفر رئيسي، بحيث أنهم بشكل عام استهجنوا غناء الأغاني بدون وجود مناسبة تدعو إلى الموسيقى. من أشهر المغنيين من برودي كان المتجول بيرل مارجوليس (1815-1868), والذي اشتهر باسم بيرل برودر، «بيرل من برودي»؛ 24 من 30 من أغانيه المتبقية هي على شكل حوار. فنان مؤثر آخر بنفس الأسلوب كان بنجامين وولف ارنكرانتس (1826-1883), الذي اشتهر باسم فيلفيل زبارجير. يصف بيركوفيتش عمله كأنه «ميلودراها مصغرة في أغنية».
هؤلاء الفنانين، الذي قاموا بالغناء في الأعراس، في معارض الأثرياء، في الحدائق الصيفية، وفي أماكن علمانية أخرى لليهود في شرقي أوروبا، لم يكونوا مجرد مغنيين. غالبًا ما قاموا باستخدام الأزياء وأحيانًا مواد محكية مرتجلة بين الأغاني، خاصةً عند العمل في مجموعات. يسرائيل جرادنر، أول ممثل لغولدفادن، قام بالمشاركة في حفلة موسيقية في الهواء الطلق في أوديسا عام 1873 وقد استخدم الحوارات بين الأغاني وهو مشابه جدا لأسلوب مسرحيات جولفادن الأولى. كان غولدفادن بنفسه شاعرًا ذائع الصيت، وأدخلت العديد من مسرحياته إلى الموسيقى وأصبحت أغاني رائجة، بحيث تمّ استخدام بعضها في أداء عام 1873.
في النهاية، في تلك الفترة كانت اللغة اليديشية تؤسس نفسها كلغة أدبية، وكان بعض اليهود ذوي المصالح العلمانية يدركون الممارسات المسرحية المهيمنة للدول الخاصة بهم؛ باعتبار هذه الحضارة الفكرية الأدبية الممتدة، خلال عام واحد أو اثنين من تأسيس غولدفادن لأول فرقة مسرحية يديشية احترافية، ظهرت هناك العديد من الفرق المسرحية، العديد من مؤلفي المسرحيات، وكذلك العديد من النقّاد والباحثين في مجال المسرح اليديشي.      

## غولدفادن ونشأة المسرح اليديشي في رومانيا
يعتبر أبراهام غولدفادن مؤسس أول فرقة مسرحية احترافية باللغة اليديشية، بحيث أسّسها في لاسي، رومانيا (رومانيا)عام 1876, وانتقل لاحقًا إلى بوخارست. مهنته حملته إلى الامبراطورية الروسية، لفوف، ومدينة نيويورك. وخلال سنتين من تأسيس فرقته المسرحية، ظهرت عدة فرق منافسة في بوخارست، معظمها تأسس على يد أعضاء سابقين من فرقة غولدفادن. معظم هذه الفرق اتبعت نهج غولدفادن الأصلي للفودفيل (فودفيل) (المَلهاة) الموسيقي والكوميديا الخفيفة، في حين أن غولدفادن بنفسه اتجه أكثر نحو الأوبريت (أوبريت)الجدية نسبيّا حول المواضيع التوراتية والتاريخية، بالأخص من بعد أن غادرت شركته بوخارست في جولة طويلة لمدن الامبراطورية الروسية (الإمبراطورية الروسية)
.
احتوت فرقة غولدفادن في البداية على ممثلين ذكور فقط؛ على الرغم من أنهم حصلوا على ممثلات إناث، إلا أنه ما زال شائعًا نسبيًا في المسرح اليديشي أن يقوم الرجال بتمثيل أدوار نسائية خاصةً في الأدوار الكوميدية. (كذلك مثّلت النساء أحيانًا أدوار ذكورية: مولي بيكون كانت شميندريك الشهير). العديد من الأعمال المسرحية اليديشية كانت تتمحور حول مجموعة معيارية من الأدوار: «بريما دونا (بريما دونا),  سوبريتا، كوميدي، رجل شرير، امرأة شريرة (أو» متآمرة«), رجل وامرأة مسنّان لأدوار الشخصيات، وواحد أو اثنين اضافيين وفقًا لما تتطلبه حبكة المسرحية،» ومركّب موسيقي يتراوح ما بين عازف كمان وحتى فرقة موسيقية. كان هذا مناسبًا للشركة، وخاصةً الفرقة المتجولة. في بداية المسرح اليديشي وأيضًا في أعوامه العظمى، كثيرًا ما كانت الفرق المسرحية بدرجة أو بأخرى شؤون عائلية، بحيث أن الزوج، الزوجة، وأحيانًا نسلهم يمثلون في نفس الفرقة.                
وفي ذروته، برز المسرح اليديشي بمهرجاناته. مهرجان تتويج سليمان (سليمان), الذي تمّ عرضه بمناسبة تتويج الأمير كارل الأول عام 1881 في رومانيا اعتبره يون جيكا «من بين الأمور المهيبة التي استعرضت التتويج»؛ فقد قام باقتناء الأزياء للمسرح القومي الروماني الذي ترأسه في ذاك الوقت.
إن طبيعة وطموحات المسرح اليديشي الاحترافي المبكر منعكسة في تعقيبات موزيس شفارتسفيلد عام 1877 التي تدعو إلى مسرح يهودي جدي و«تربوي»: «إذا قمنا بتأليف الأعمال الكوميدية فقط أو إذا قمنا بتقليد الأعمال المسرحية الألمانية، الرومانية والفرنسية المترجمة للغة اليديشية، فسنحصل على مسرح يهودي ثانوي... جعل الناس يضحكون ويبكون هو عمل سيء بالنسبة لنا كيهود في رومانيا. اتفق غولدفادن بنفسه مع هذه الآراء؛ ولاحقًا حين استدعى أفكاره في ذاك الوقت، كتب: : لو اني نجحتُ في امتلاك مسرح، أريده أن يكون مدرسة لكم...تضحكون بشدة حين أسلّيكم بدعاباتي، وبينما أراقبكم أشعر بأن قلبي يبكي. ثم يا اخواني، سأعطيكم دراما، تراجيديا مستوحاة من الحياة، وستبكون انتم كذلك- بينما قلبي سيفرح.»
قام ب. ناتانسون، مراسل في صحيفة هاميليتس اليهودية في وارسو بزيارة رومانيا في الصيف من عام 1878 وكتب، «حينما يدخل اليهودي إلى المسرح اليديشي في بوخارست سينبهر عند سماعه للغة اليديشية بكل فخامتها وتألقها،» وناشد جولفادين بإنتاج مسارح شبيهة في وارسو، لوبلين، فيلنا، بيردوشيف وبالتا.
بينما كان يعتبر المسرح اليديشي نجاحًا ساحقًا فوريًا بجماهيره اليهودية الواسعة، وكان يحبه ويعجب به المفكرون اليهود والعديد من المفكرين غير اليهود، فقد كان هناك جزء صغير لكن قوي اجتماعيًا من الجالية اليهودية الذي يحوي في مركزه اليهود الأرثوذكس (يهودية أرثوذكسية)
```
والحسيديين (
حركة الحاسيديم
)
ما زال يعارض المسرح اليديشي.    
```

بالإضافة إلى الشكاوى حول اختلاط الرجال بالنساء على العلن وحول استخدام الموسيقى والرقص خارج السياق الديني، فإن أهم انتقادين من قبل هذا الربع كانا (1) أن «اللغة الاصطلاحية» اليديشية  ارتقت على حساب اللغة العبرية «الصحيحة» و (2) أن الهجاء ضد الطائفة الحسيدية وغيرها لن تُفهم بالضرورة كهجاء وقد تجعل اليهود يبدون كأضحوكة. بيركوفيتش يقتبس مقالاً مجهولاً من عام 1885 كردّ على تلك الانتقادات بقوله أن (1) كل اليهود يتكلمون لغة عصرية معينة فلمَ قد تكون اللغة اليديشية ضارة أكثر لليهود من اللغة الرومانية، الروسية أو الألمانية، وأن (2) غير اليهود الذين يحضرون المسرح اليديشي لن يُعتبروا لاساميين، بل هم من عرفوا اليهود وأعجبوا بهم، وأنهم يميزون الهجاء بما فيه، وأضاف بأن تلك الانتقادات تُعتبر «لا شيء» بالمقارنة مع الثقافة التي جلبها المسرح اليديشي للطبقات الاجتماعية الدنيا.
في كتاباته حول الفرقة المسرحية التابعة لزيغموند موغوليسكو في رومانيا عام 1884, وعلى الأرجح يشير إلى مسرحيات موزيس هوروفيتس وجوزيف لاتينير، ذكر موزيس جاستر بأن المسرح اليديشي «يمثل مشاهد من تاريخنا الذي تعرفه أقلية صغيرة فقط، ما قد ينعش الذاكرة العلمانية» و«يكشف لنا عيوبنا،  التي نمتلكها مثل كل الرجال، لكن بدون الميل لمهاجمة فسادنا مع الميل باتجاه الحقد، بل فقط بالروح الساخرة التي لا تجرحنا، لأننا قد جُرحنا من تمثيلنا على مسارح أخرى التي مثّل فيها اليهودي دورًا مهينًا.»  
شكًلت مسرحيات جولفادن في النهاية قاعدة للمسرح اليديشي، وتمّ تمثيلها باستمرار لمدة أكثر من خمسين سنة؛ في عالم المسرح كانت تُعتبر مسرحياته وبكل تقدير «كتوراة سيناء», والشخصيات في المسرحيات نشرت حياة اليهود الثقافية على مدار عدة أجيال.

## المسرح اليديشي في روسيا
```
 
```

إذا كانت نشأة المسرح اليديشي في رومانيا، فإن شبابه كان في الامبراطورية الروسية، بالأخص في ما يُعرف اليوم بأوكرانيا. الفرقة المسرحية الخاصة بيسرائيل روزنبرغ (التي تولتها لاحقًا سلسلة من المدراء، من ضمنهم توليا أخو غولدفادن، والتي في فترة معينة انقسمت إلى قسمين بحيث تولّى أحدهما الممثل جايكوب أدلر) قدمت لروسيا أول أداء مسرحي يديشي احترافي في أوديسا عام 1878. قدم غولدفادن بنفسه إلى أوديسا، بحيث حثّ فرقة روزنبرغ للدخول إلى المقاطعات، وكذلك أسّس أوسيب ميخالوفيتش ليرنر ون.م. شيكبيتش المسرح اليديشي في أوديسا، التي أصبحت عاصمة المسرح اليديشي لبضع سنين.
قدّمت روسيا جمهورًا أكثر حكنة مما قدمته رومانيا الريفية: العديد من اليهود الروس كانوا جمهورًا منتظمًا للمسرح الروسي، وكانت تعدّ أوديسا مدينة مسرح من الدرجة الأولى. وفي هذا السياق، الأوبريت الميلودرامية الجدية، وحتى المسرحيات العادية، اتخذت مكانها في مجموعة المسرحيات بين الفودفيل (المَلهاة) الخفيفة والكوميديا التي كانت مسيطرة حتى الآن. قامت الفرق المسرحية الرئيسية الثلاث في أوديسا بإنتاج  نسختها الخاصة من مسرحية الأديب كارل جوتسكوف (كارل جوتسكوف) بعنوان اورييل دا كوستا (اورييل دا كوستا) (بحيث أن إنتاج غودلفادن كان أوبريت).
ومع ذلك، حتى هذه الحنكة المتزايدة لا يمكن مقارنتها مع الجهود اللاحقة الأكثر طموحًا في المسرح اليديشي. بالنظر إلى الوراء إلى تلك الفترة، وعلى الرغم من اعتبار بعضًا من مسرحيات غولدفادن في ذلك العهد «كأعمال فنية مميزة», إلا أن جايكوب أدلر اعتبرها فترة توسّط نسبيّ بالمقارنة مع ما أتى لاحقًا. الكثير من الأعمال المسرحية التي تمّ تمثيلها في تلك الفترة اعتبرت لاحقًا تافهة، على الرغم من أن النقّاد أمثال إيتسيك مانغر اعتقدوا أنها تمتلك طاقة ساذجة وأنه تمّ قذفها بشكل غير منصف.
مستقبل روسيا الذي بدا وكأنه غير محدود قد توقّف فجأة من بعد ردة الفعل المناهضة لليهود في أعقاب اغتيال القيصر ألكسندر الثاني (ألكسندر الثاني)؛ فقد تمّ حظر المسرح اليديشي في 14 أيلول من عام 1883. وهذا الحظر أدى إلى نزوح ممثلين ومؤلفين مسرحيين يديش إلى دول أخرى- بولندا، بالتحديد- حيثما شعروا بالحرية بممارسة اعمالهم.
تأسس مسرح موسكو اليديشي أو المسرح الكامرني اليهودي في موسكو بإخراج أليكسي غرانوفسكي، ومساهمين مثل مارك شاغال، في مدينة بيتروغراد في 19 حزيران من عام 1919 كورشة تجريبية ومن ثم أصبح اسمه المسرح اليهودي القومي.

## المسرح اليديشي في لندن
عن العهد القادم من المسرح اليديشي  كتب أدلر«...إذا تحتّم على المسرح اليديشي أن يمرّ بطفولته في روسيا، وفي أمريكا بلغ لسن الرجولة والنجاح، إذن لندن كانت مدرسته.»  في ثمانينيات القرن التاسع عشر في لندن، التمثيل في نوادي مسرحية صغيرة «على خشبة مسرح بحجم الجثة», وعدم الجرأة على التمثيل في ليلة الجمعة أو إشعال النار على خشبة المسرح بعد ظهيرة أيام السبت (أيضًا بسبب السبت اليهودية), الاضطرار لاستخدام شوفار (شوفار) من الكرتون عند تمثيل اورييل اكوستا لكي لا يعتبر كفرًا، فإن المسرح اليديشي مع ذلك اتخذ الكثير مما كان يعتبر الأفضل في عادات المسرح الأوروبي.
في تلك الفترة، انضمت مسرحيات شيلر بالبداية إلى مجموعة المسرح اليديشي، ابتداءً من مسرحية اللصوص (اللصوص (مسرحية)), وهي بداية الشعبية التي استمرت لمدة ربع قرن. ينصّ أدلر بأن شيلر، مثل شكسبير، كان «موقّرًا» من قبل الجمهور اليهودي الواسع، ليس فقط المفكرون، وكان يثير الإعجاب بفضل «نظرته الاشتراكية تقريبًا حول المجتمع», وعلى الرغم أن مسرحياته كانت غالبًا ملائمة لخشبة المسرح اليديشية، من حيث اختصارها وحذف المراجع التي تتعلق بالمسيحية، اللاسامية (معاداة السامية) والميثولوجيا الكلاسيكية (الميثولوجيا الكلاسيكية). كان هناك بضعة مجموعات مسرحية صغيرة يهودية في مانشستر (مانشستر) و (غلاسغو).

## المسرح الايديشي في بولندا
بولندا كانت مركز نشاط المسرح اليديشي، بحيث تواجدت أكثر من 400 فرقة مسرحية يديشية والتي كانت تمارس أعمالها في الدولة في فترة ما بين الحربين. إحدى الفرق الأكثر أهمية كانت فرقة فيلنا، التي تشكّلت في فيلنا كما يشير اسمها، لكنها انتقلت إلى وارسو عام 1917. شغّلت فرقة فيلنا بعضًا من الممثلين البارعين على خشبة المسرح اليديشي، ومن ضمنهم أفروم موريفسكي، الذي مثّل دور ميروبولير تساديك في أول أداء لمسرحية ذا ديبوك، وجوزيف بولوف الذي كان الممثل الرئيسي في فرقة فيلنا واستمر في انجازات أخرى مع مسرح موريس شفارتس الفني اليديشي في نيويورك.        
وقد كان أول عرض لمسرحية ذا ديبوك في وارسو من قبل فرقة فيلنا عام 1920, بحيث أنها تركت أثرًا عميقًا ودائمًا عن المسرح اليديشي والثقافة العالمية. ألهمت فرقة فيلنا ظهور فرق مسرحية يديشية مبتكرة وطموحة أكثر، ومن ضمنها  مسرح وارسو للفنون اليديشية والذي تأسس على يد زيغموند توركوف وإيدا كامينسكا عام 1924 ومسرح وارسو اليديشي الحديث الذي تأسس على يد جوناس توركوف عام 1929, والمسرح الشبابي لميخائيل فايخرت عام 1932.
بالإضافة إلى المساعي الفنية الجدية للمسارح الفنية، ازدهر الكباريه في بولندا أثناء فترة ما بين الحربين، بحيث ضمّ الأداء الموسيقى إلى جانب كوميديا الستاند-اب. وقد اشتهر شمعون جيجان ويسرائيل شوماخير بهذا الأداء بحيث أنهم بدأوا حرفتهم الكوميدية باللغة اليديشية على مسرح أراراط في مدينة لودز عام 1927. وكذلك نال مسرح العرائس والدمى المتحركة أهمية فنية عظيمة، بحيث أنه غالبًا ما قدّم عروضًا ساخرة عن قضايا اجتماعية معاصرة.
عَكَس المسرح اليديشي في بولندا المشاغل السياسية في فترته. فقط كانوا يناضلون ماليًا، مثل كل المؤسسات الثقافية اليهودية خلال تلك الفترة، على الرغم من ازدهاره لمدة أثناء حالة سياسية أكثر تحررية. كان الممثلون والمخرجون، كما كان الآخرون في تلك الفترة، مطّلعين بشدة على علاقات العمل، وحاولوا إقامة علاقات عمل متساوية. منظمات مثل اتحاد الممثلين اليديش التي تأسست في وارسو، لعبت دورًا حاسمًا في تقديم ساحة عامة لمحترفي المسرح لنقاش هذه القضايا ومحاولة ايجاد حلول لها، مثل المسارح بالإدارة الجماعية. كذلك الأداء المسرحي بنفسه تطرّق لقضايا اجتماعية. المسرح الشبابي لميخائيل فايخرت كان معروفًا بالأخص بارتباطه السياسي، فقد قدّم بيرنارد بلوم أداءً جذابًا ومبتكرًا لمسرحية بوسطن عن محاكمة ساكو وفانتسيتي عام 1993.

## المسرح اليديشي في أمريكا
إن الحظر الروسي على المسرح اليديشي عام 1883 (رُفع عام 1904) قد دفع به بشكل فعال نحو أوروبا الغربية ومن ثم إلى أمريكا. على مدار العقود التالية، وصلت حركات متعاقبة من الفنانين اليديش إلى نيويورك (وعلى نطاق أصغر وصلت أيضًا إلى برلين، لندن، فيينا وباريس), بحيث أن بعضهم ببساطة بحث عن جمهور، لكن العديد منهم قد فرّ بسبب الاضطهاد، المذابح المنظمة والأزمة الاقتصادية في شرق أوروبا. بدأ المسرح اليديشي الاحترافي في لندن عام 1884, وازدهر حتى أواسط الثلاثينات. حتى عام 1896 كانت فرقة كالمان جوفيلير هي الوحيدة التي بقيت في رومانيا، حيثما بدأ المسرح اليديشي، رغم أن موغوليسكو أشعل شرارة النهضة هناك عام 1906. كانت هناك أيضًا بعض الحركة في مدينتي وارسو ولفوف واللتين كانتا تحت الحكم النمساوي وليس الروسي.
في هذا العصر، تواجد المسرح اليديشي بالكامل تقريبًا على المسرح وليس في النصوص. نشرت الموسوعة اليهودية (1901-1906) بأن «هناك على الأرجح أقل من خمسين دراما يديشية مطبوعة، وعدد الأعمال الدرامية المكتوبة الكلي بالكاد يتجاوز الخمسمائة. ومنها على الأقل تسعة أعشار عبارة عن ترجمات أو مقتبسات.»
ابتداءً من عام 1882 وعبر سنوات ال 1880 و 1890, قدّمت فرق مسرحية هاوية انتاجاتها في مدينة نيويورك، مما أدى إلى عروض منتظمة في نهاية الاسبوع في مسارح مثل حديقة باوري، المسرح القومي ومسرح تاليا، مع ممثلين غير معروفين مثل بوريس توماشفسكي الذين صعدوا وأصبحوا نجومًا. سعى مسرح تاليا لتغيير مضمون المسرح اليديشي من أجل إصلاح  المضمون الذي كان ينتج. وقد بيّن جايكوب غوردن لاحقًا بأن «مصلحو المسرح اليديشي أرادوا استغلال المسرح لأهداف أسمى؛ ليستمدوا منه الثقافة وليس فقط المتعة والتسلية.» وقد سعى جايكوب غوردن بنفسه مرات عديدة لإدخال مسرحياته إلى مسرح ويندسور لكن دون جدوى. «تحدى غوردن لاتينير وهوروفيتش بنجاح عام 1891-1892 حين انضم للمسرح اليديشي بهدف صريح لإصلاح الدراما اليديشية.» بدلاً من «السمسرة من أجل ذوق الجمهور للمسرحيات التافهة الرخيصة، سعى غوردن لضمان حسن نية الطبقة المثقفة في الجانب الشرقي باستخدام الأدب ودمج مفاهيم» الفن الحقيقي«و» الدراما الجدية«إلى صورتهم العامة.» من ثم نمت وازدهرت شركات مسرح احترافية، حتى انه ما بين عامي 1890 و 1940 كان هناك حوالي 200 مسرح يديشي أو فرق مسرحية يديشية متجولة في الولايات المتحدة. في الكثير من الأحيان، تواجدت اثنا عشر فرقة مسرحية يديشية في مدينة نيويورك وحدها، بحيث أن حي المسرح اليديشي الذي سميّ أحيانًا «ريالتو اليهودية», تمركز في الجادة الثانية والتي تسمى اليوم إيست فيليج (East Village), ولكنه اعتبر انذاك جزءًا من الجانب الشرقي الأدنى (Lower East Side), الذي غالبًا ما نافس برودواي بالدرجة والجودة. في الوقت الذي خاضت فيه الولايات المتحدة في الحرب العالمية الأولى، كان هناك 22 مسرح يديشي ومسرحي فودفيل يديشي في نيويورك لوحدها. وقد تمّ تمثيل مسرحيات أصلية، موسيقية وحتى ترجمات لمسرحية هاملت وأوبرا لريتشارد فاغنر في الولايات المتحدة وأوروبا الشرقية في تلك الفترة. يُعتقد بأن المسرح اليديشي له عهدين فنيين ذهبيين، الأول كان بالمسرحيات الواقعية التي تمّ انتاجها في مدينة نيويورك في أواخر القرن التاسع عشر، والثاني كان بالمسرحيات السياسية والفنية التي تمّ تأليفها وتمثيلها في روسيا ونيويورك في سنوات العشرينات. بدأ المسرح اليديشي الاحترافي في نيويورك عام 1886 بالفرقة المسرحية التي أسسها زيغموند موغوليسكو. وفي فترة جنازة غولدفادن عام 1908, نشرت صحيفة نيويورك تايمز بأن «الكثافة السكنية لليهود في الجانب الشرقي الأدنى في مانهاتن يدلّ على تقديرها للشعراليديشي المتواضع والدراما بنفس الهمّة التي سيطرت على الجماهير الصعبة في مسرح اليزابيث. هناك كما في لندن في القرن السادس عشر، نهضة فكرية فعلية.»
عبّر جايكوب دينجون بسخرية: «المسرح اليديشي الذي ما زال صغيًرا والذي ذهب إلى أمريكا لم يعترف بأبيه من قبل ثلاث أو أربع أعوام، ولم يطع أو يأتي حين ناداه.» وقد ردّ عليه غولدفادن في رسالته وكتب: «ليس لديّ أي شكاوي حول عدم اعتراف المسرح اليديشي الأمريكي بأبيه....ليس نادرًا بألا يعترف الأبناء بوالديهم؛ أو حتى أن الوالدين لا يمكنهم السفر بنفس الطريق التي اتخذها أبناءهم. لكن لديّ شكاوي، مع أني لا أدري لمن، بأن ابني العزيز اليهودي يكبر ليصبح فظًا غير يهودي ومتغطرس، وأتوقع بأنه في يوم من الأيام سيتمّ شتمي بسبب ذلك الشيء بالذات الذي جلبته للعالم...هنا في أمريكا....ألقى بالعار جانبًا وليس فقط لا يتعلم أي اشيء، بل نسي كل الأمور الجيدة التي كان يعرفها.»
"في شهر شباط من عام 1902, قام المعمار المُحسن هاري فينشيل بشراء قطعة أرض بمساحة 10,000 قدم مربع، في الجهة الجنوبية من شارع غراند وكريستي بنية إنشاء مسرح للأعمال اليديشية." وفي فترة افتتاح مسرح غراند في نيويورك (عام 1903) الذي يعتبر أول مسرح يديشي في نيويورك مبني لهدف معين، أشارت صحيفة نيويورك تايمز: "أن السكان اليديش يتألفون من رواد المسارح الثابتين  وهذا واضح لفترة طويلة، وعلى مدار عدة سنين اضطرت ثلاثة مسارح على الأقل لتقديم خدماتها في تسلية الناس في الغيتو.
في الواقع كانت تلك استهانة هائلة عما كان يجري في المسرح اليديشي انذاك. في نفس الفترة تقريبًا، كتب لينكولن ستيفينز أن المسرح الذي كان يعمل في ذلك الوقت باللغة اليديش يفوق ما كان باللغة الإنجليزية. رواد المسرح اليديشي في نيويورك كانوا على دراية بمسرحيات إبسن، تولستوي وحتى شو قبل فترة طويلة من عرض تلك الأعمال في مسرح برودواي، وأصبح التمثيل ذو المقدرة العالية باللغة اليديش واضحًا حيث بدأ ممثلو اليديش بالعبور إلى برودواي، بدايةً مع أداء جايكوب أدلر المرموق بدور شايلوك من إنتاج عام 1903 لمسرحية تاجر البندقية لكن أيضًا مع ممثلين مثل بيرتا كاليخ، الذين انتقلوا ذهابًا واياباً بين مسارح المدينة باللغة اليديش والإنجليزية.
كتبت نينا فارنكي: "في مذكراته، لخّص أ. مقدوني المشاعر المتناقضة لدى المفكرين اليهود الروس حول تدفق المسرحيات والممثلين الأمريكيين على أرضهم عشية الحرب: ’مجموعة المسرحيات الأمريكية –سواء كانت جيدة ام رديئة- والممثلين الأمريكيين –سواء كانوا جيدين أو رديئين- جعلونا ندرك بأن المسرح اليديشي هو حقًا في أمريكا وأن المسرح اليديشي هنا في بولندا وروسيا يقتات من الفتات الذي يجمعه من تحت الطاولة الأمريكية الغنية.’
"لا شك أن مقدوني كان صائبًا في ادراكه أن مركز الإنتاج المسرحي اليديشي تواجد في نيويورك، وأن بولندا كانت تتحول إلى مستعمرتها الثقافية. هذا التوسع المسرحي شرقًا، الذي بدأ ببطء في سنوات 1890 بسبب الحاجة العظمى في أوروبا الشرقية لملء فراغ مجموعة المسرحيات، تحوّل إلى غرض تصديري أمريكي واعي خلال سنوات الـ 1910. في ذلك الوقت، مجتمع المهاجرين في نيويورك ككل، والمسرح اليديشي على وجه الخصوص قد نضجوا وكانوا واثقين بما فيه الكفاية من قوتهم ومنصبهم الفريد للبدء في السعي بنشاط للحصول على اعتراف، وأوسمة، ومكاسب مالية تتعدى الميدان المحلي والإقليمي. والحرب قد تعترض هذا الاتجاه الصاعد لفترة وجيزة فقط. كلارا يونغ كانت من أول الممثلين الذين اكتشفوا. ممثلون مثل مولي بيكون ولودفيغ ساتز أدركوا خلال فترة ما بين الحربين أن: بولندا لم تعرض سوقًا مكسبة للممثلين اليديش الأمريكيين فحسب، بل أيضًا بيئة يقوم بها الممثلين الصاعدون بتحقيق تقدّم وانجاز في سيرتهم بسهولة أكثر من نيويورك. في السنوات الأولى للهجرة، عملت أوروبا الشرقية كتجمع توظيف ضروري لتغذية المسرح اليديشي الأمريكي بموهبة المسرح الحديثة؛ وقُبيل الحرب العالمية الثانية بدأت بتقديم جماهير جديدة وامكانيات تسويق للطاقات الإبداعية التي اجتمعت في نيويورك.    
من أهم مؤلفي المسرحيات اليديش في الحقبة الأولى: جايكوب غوردن (1853-1909), المعروف بمسرحياته الملك لير اليديشي وترجماته ومقتبساته لتولستوي، وسولومون ليبين (1872-1955), ديفيد بينسكي (1872-1959) وليون كوبرين (1872-1946).
انتهى هذا العهد الذهبي الأول للدراما اليديشية في أمريكا عندما جلبت الفترة ما بين 1905 إلى 1908 نصف مليون مهاجر يهودي إلى نيويورك. ومرة أخرى، كما كان الحال في ثمانينيات القرن التاسع عشر، فإن أكبر جمهور للمسرح اليديشي كان مقابل أجرة  منخفضة. تمسّك أدلر وكيني ليبتسين بالعمل في المسرح الكلاسيكي، بينما بوريس وبيسي توماشيفسكي عادا إلى الاسلوب السابق، فكسبوا المال من ما احتقره أدلر وأسماه المسرح التافه. مسرحيات مثل «القلب اليهودي» لجوزيف لاتينير لاقت نجاحًا في ذلك الوقت، في حين أن مسرحيات غوردن في وقت لاحق مثل «ديمينتيا أميركانا» (1909) كانت في البداية إخفاقات تجارية. وما أن أقبل عام 1911 حتى انعكس الاتجاه، مع إنتاج أدلر لمسرحية تولستوي الناجحة تجاريًا «الجثة الحية» (والتي تعرف أيضًا باسم الخلاص), والتي تُرجمت لليديش من قِبل كوبرين. فقد استمر المسرح اليديشي الأكثر والأقل جدية. وكما أشارت لولا روزنفيلد، «الفن والتفاهة سيلقون جمهورهم على حد سواء.»
استمر المسرح اليديشي في الصعود والهبوط. وفي عام 1918, نظر ايزاك غولدبيرغ حول نفسه وكتب بعقلانية أن «...المسرح اليديشي، على الرغم من حقيقة أنه أنتج أعظم مؤلفي دراما بالأمس فقط....فإنه وبالرغم من نجاحه الاقتصادي، معرّض للانقراض.» وبينما يحدث ذلك، كان ذلك في فجر الحقبة الثانية لعظمته: أكّد مقال من صحيفة نيويورك تايمز من عام 1925 بأنه «تمّ أمركة المسرح اليديشي بالكامل...وهو الآن مؤسسة أمريكية راسخة ولم يعد يعتمد على الهجرة من أوروبا الشرقية. الأشخاص الذين لا يمكنهم التحدث أو الكتابة باللغة اليديش يرتادون العروض المسرحية اليديشية ويدفعون أسعار برودواي في الجادة الثانية.» وهذا يعود لحقيقة أن المسرح اليديشي هو «واحد من...تعابير» الحياة الثقافية ليهود نيويورك «في زهرة كاملة».
من المسرحيات الشهيرة في هذه الحقبة الذهبية الثانية كانت «ذا ديبوك» (1919) من قبل س. أنسكي، والتي اعتبرت مسرحية ثورية في كلّ من المسرح اليديشي والمسرح السائد. وقم تمّت ترجمتها إلى عدة لغات وتمّ عرضها آلاف المرات حول العالم، على خشبة المسرح وفي التلفزيون؛ وكذلك بضع الأفلام. وهي تعتبر اليوم كجوهرة التاج للمسرح اليهودي. وقد استندت أعمال أوبرا، باليه، مجموعات سيمفونية ومقطوعات موسيقية أخرى على «ذا ديبوك». اعتبرت «ذا ديبوك» مهمة جدا في سنوات مبكرة لدرجة أنه تمّ تأليف وعرض باروديا (محاكاة ساخرة) حولها في أوروبا والولايات المتحدة.
ألّف أنسكي العديد من المسرحيات الأخرى، بحيث أربعة منها موجودة في كتابه Gezamelte shriften الذي نفذت طبعته. أحداها («يوم وليلة») عبارة عن قصة قوطية حسيدية مثل ذا ديبوك. تحتوي المسرحيات الثلاث الأخرى على موضوعات ثورية، وكانت مكتوبة بالأصل باللغة الروسية: «الأب والابن», «في شقة تآمرية«و» الجدّ». وقد تمّ إعادة نشر المسرحيات الأربع بطبعة ثنائية اللغة بالإنجليزية واليديشية.
ومن الجدير ذكرها مسرحية «ذا غوليم» للأديب هـ. ليفيك (1888-1962), وكذلك مسرحيات الأديب شالوم عليخم.
برزت بوينس آيرس، الأرجنتين بشكل واضح في المسرح اليديشي بين الحروب. بينما كان المسرح اليديشي في الأرجنتين ما قبل الحرب يقترب من السخرية، بعد فترة وجيزة من الحرب العالمية الأولى جلب توماشيفسكي وآخرون شركاتهم إلى بوينس آيرس لموسم الركود حين تمّ إغلاق مسارح نيويورك لفترة الصيف (الشتاء الأرجنتيني). ووفقًا لمايكل تيري، شهدت بوينس آيرس «عصرًا ذهبيًا» للمسرح اليديشي في ثلاثينيات واربعينيات القرن العشرين، لتصبح «ثاني مدينة في تاريخ العالم للمسرح اليديشي.» كما كان هناك عروض مسرحية باللغة اليديشية في العديد من المدن البرازيلية أيضًا.
تجدّد المسرح اليديشي بعد الحرب العالمية الثانية مع كتابة وأداء مسرحية «غيتو وارسو».
كان لدى العديد من مدرسي التمثيل الأكثر تأثيرًا في أمريكا في القرن العشرين، مثل ستيلا أدلر (ابنة جايكوب وسارة أدلر وأخت لوثر أدلر) ولي سترابرغ، محاولات أولى في المسرح باللغة اليديشية. على الرغم من أن بعض الأساليب
التي طوّرها هؤلاء المدرسين وأعضاء آخرين من مسرح المجموعة كانت ردود فعل تجاه أسلوب المسرح اليديشي الميلودراماتيكي والمؤثر، إلا أن هذا الأسلوب أطلعهم على نظرياتهم وترك لهم أثره. للمسرح اليديشي كان تأثير كبير على ما يًعرف بالفكاهة اليهودية.

## المسرح اليديشي ما بعد المحرقة
مثل بقية ثقافة اللغة اليدشية، فقد تم تدمير مسرح اليديش بواسطة المحرقة (الهولوكوست). ولقد تم قتل معظم متحدثي اللغة اليديشية وتدمير العديد من المسارح. وقد نزح العديد من الاشكناز (يهود أشكناز)
```
الناطقين باللغة اليديشية إلى إسرائيل (
إسرائيل
) حيثما اندمج الكثيرين منهم في ثقافة اللغة العبرية (
اللغة العبرية
) الناشئة بما ان اللغة اليديشية لم تلقَ تشجيعًا وكانت مزدَرية من قبل الصهيونيين (
الصهيونية
). وفي الاتحاد السوفييتي، استمر المسرح اليهودي القومي في موسكو بالعمل حتى عام 1948 حين تمّ إغلاقه.
```

وعلى الرغم من مرور أيام المجد للمسرح اليديشي الا انه ما زالت شركات المسارح اليديشية تعرض أعمالها في مختلف المجتمعات اليهودية، حيث لا تزال شركة فولكسباني (مسرح الشعب) نشطة بعد 90 سنة من تأسيسها.   نجحت شركة نيو يديش ريب التي تأسست في مدينة نيويورك عام 2007 في إنتاج عروض باليديشية لجمهور أصغر سنًّا من جمهور فولكسباني  الموجه لكبار السن. ويعمل مسرح دورا ويسرمان اليديشي في مونتريال، كيبيك، كندا منذ عام  1958.
كما يواصل مسرح ايستر راشيل وايدا كامينسكا اليهودي في وارسو وبولندا والمسرح اليهودي القومي في بوخارست، رومانيا بأداء مسرحيات باللغة اليديشية مع ترجمات فورية إلى اللغة البولندية والرومانية على التوالي. وعلى الرغم من ان المسرح اليديشي لم ينتشر في دولة إسرائيل الا ان شركة يديشابل للمسرح (والتي تأسست عام 1987) ما زالت تنتج وتقدم مسرحيات جديدة في تل ابيب. وكان إنتاج بيساح بورشتاين لمسرحية إيتسيك مانغر «أغاني الميغيلاه» (باليديشية: ميغلي ليدر) يعتبر أكثر الإنتاجات اليديشية أمدًا والذي كان ايضًا واحدا من النجاحات التجارية القليلة التي حققها المسرح اليديشي ما بعد المحرقة. وقد صدر كذلك في برودواي عام 1968 وحقق مراجعات ايجابية باسم ميغيلات إيتسيك ماغنر. وقد تمّ توثيق مسيرة فرقة بورشتاين مؤخرًا في الفيلم الوثائقي الكوميديانت. ويقوم الممثل ومغني الأوبرا ديفيد سيريرو بإعادة المسرح اليديشي الذي تمّ تعديله للغة الإنجليزية إلى الجانب الشرقي الأدنى في نيويورك، مع مسرحيات مثل الملك لير اليديشي.

## في الثقافة الشعبية
يُعتبر المسرح الموسيقي «في الجادة الثانية» (On Second Avenue) عام 1987 مسرحًا موسيقيًا من نوع أوف برودواي وهو ينظر إلى ماضي المسرح اليديشي في نيويورك في الجادة الثانية. تم احياء هذا المسرح بنجاح عام 2005 مع فريق العمل الذي كان بقيادة مايك بورشتاين والذي تم ترشيحه لجائزتي دراما ديسك (Drama Desk Awards).  
إحدى المسرحيات الموسيقية الأولى لألان مينكن، «عزيزي المحرر الفاضل» (Dear Worthy Editor) من عام 1974, استندت على رسائل إلى محرر الصحيفة اليهودية الأمريكية ديلي جويش فوروورد (Daily Jewish (Forward, بحيث أبرزت صراعات يهود أوروبا الشرقية  منذ مطلع القرن أثناء محاولة اندماجهم في المجتمع في حين التمسك بثقافتهم.               

## قائمة المراجع
```
"Actors Own New Theater," New York Times, February 8, 1903, 32. This article also reviews a production of Lateiner's melodrama Zion, or on the Rivers of Babylon at the Grand Theater, and gives a quick survey of the history and character of Yiddish theater and its audience in New York at that time.
```

•	—, "Burial of a Yiddish Poet," New York Times, January 12, 1908, 8.
•	—, Partial list of plays by Goldfaden; the names are useful, but some of the dates are certainly incorrect. Retrieved January 11, 2005. [Note: this list contains fewer than half of Goldfaden's plays, and many of the names as well as dates are incorrect.]
•	Adler, Jacob, A Life on the Stage: A Memoir, translated and with commentary by Lulla Rosenfeld, Knopf, New York, 1999, ISBN 0-679-41351-0.
•	Bercovici, Israil (=Berkovitsh, Yisrael), O sută de ani de teatru evreiesc în România ("One hundred years of Yiddish/Jewish theater in Romania"), 2nd Romanian-language edition, revised and augmented by Constantin Măciucă. Editura Integral (an imprint of Editurile Universala), Bucharest (1998). ISBN 973-98272-2-5. Snippet preview on Google Books. This edition is based on Bercovici's own 1982 Romanian translation of his originally Yiddish-language work Hundert yor yidish teater in Rumenye, 1876-1976, published in 1976.
•	Berkovitsh, Yisrael, Hundert yor yidish teater in Rumenye, 1876-1976. Bucharest: Criterion, 1976 (full text via the Internet Archive).
•	Berkowitz, Joel, "Avrom Goldfaden and the Modern Yiddish Theater: The Bard of Old Constantine" (PDF), Pakn Treger, no. 44, Winter 2004, 10–19, gives a good sketch of Goldfaden's career, and also discusses 20th-century approaches to the Goldfadenian repertoire.
•	Berkowitz, Joel, Shakespeare on the American Yiddish Stage. Iowa City: University of Iowa Press, 2002.
•	Berkowitz, Joel, ed., Yiddish Theatre: New Approaches. London: Littman Library of Jewish Civilization, 2003.
•	Chira, Susan, "100 Years of Yiddish Theater Celebrated," New York Times, October 15, 1982, C28.
•	Goldberg, Isaac, "New York's Yiddish Writers" in The Bookman, volume 46 (684–689), Dodd, Mead & Company, New York, 1918.
•	Melamed, S.M., "The Yiddish Stage," New York Times, September 27, 1925 (X2)
•	Peñalosa, Fernando. The Dybbuk: Text, Subtext, and Context. Tsiterboym Books, 2012.
•	Peñalosa, Fernando, tr. Parodies of An-sky’s “The Dybbuk.” Bilingual Edition. Tsiterboym Books, 2012.
•	An-sky, S. Four Plays, Bilingual Edition, tr. Fernando Peñalosa. Tsiterboym Books, 2013.
•	Sandrow, Nahma, Vagabond Stars: A World History of Yiddish Theater. Harper & Row, 1977; reissued by Syracuse University Press, 1995.
•	Sandrow, Nahma, "The Father of Yiddish Theater," Zamir, Autumn 2003 (PDF), 9–15. This publication from the Zamir chorale of Boston contains numerous articles on topics related to Yiddish theatre.
•	Wiernik, Peter, and Richard Gottheil. Jewish Encyclopedia. Vol. 4. New York: Funk & Wagnalls, 1903. p. 653-654. Online version (Jewish Encyclopedia 1901–1906)